# 汤芗铭
汤芗铭（1885年—1975年），字铸新，湖北省黄州府蕲水县（今浠水）南凉人。清朝海军军官、中华民国时期军事将领及政治家、佛经翻译家。佛教居士。
兄汤化龙，曾任民元國會衆議院議長、教育部總長、內務部總長。

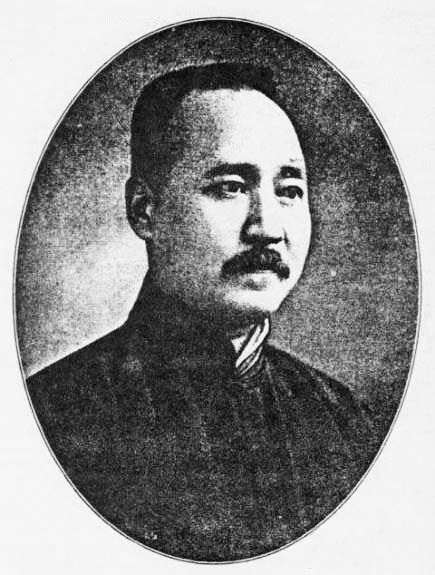

## 生平

### 清末至民国成立後

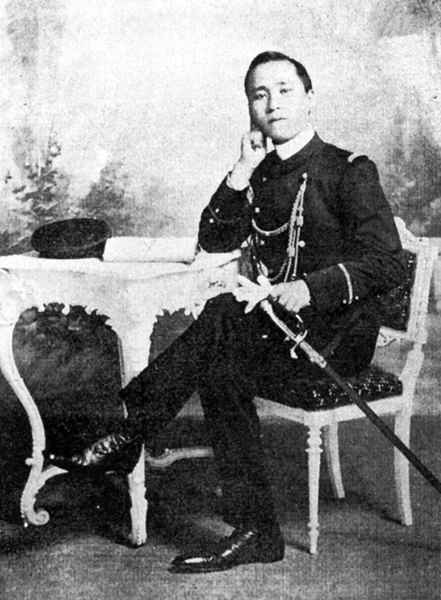
年轻时着海军军服的汤芗铭

1903年（光緒29年），他 17 岁中孝廉。从福建船政学堂毕業後，他到法国、英国学习海軍技術。1905年（光緒31年），他加入中国同盟会，因涉入「窃取孫文行篋（手提包）」而被同盟会破門。1909年（宣統元年）他归国，任鏡清艦機長、南琛艦副艦長、南琛艦艦長、海軍統制薩鎮冰的参謀。
1911年武昌起义爆发，他随海军统制萨镇冰所率的舰队支援汉口清军作战，萨见人心趋向革命，乃令舰队下驶九江，遂只身去上海。黃鍾瑛率主力舰海筹号宣布起义，黃鍾瑛被推为临时海军司令部部长。海军方面又公推程璧光任总司令，黃鍾瑛任副司令，但因程壁光尚在英美未归国，故黃鍾瑛代理总司令。黃鍾瑛将起义舰队编组成两个舰队，他自己兼任第一舰队司令，汤芗铭任第二舰队司令。舰队复驶至武昌支持黎元洪起义军。
1912年（民国元年）1月，南京臨時政府成立，他任海军部次長兼北伐海军总司令。他率海容舰、海琛舰北上烟台，助革命军光复登州（今烟台）。4月，他任北洋政府海军部次長。11月，他获授海军中将。1913年（民国2年）7月12日，李烈钧据湖口独立，汤芗铭奉袁世凯命令，与段芝贵分从海陆進攻，25日，攻陷湖口，袁世凯赏功，31日，汤加授海军上将衔。10月，他接替支持二次革命而下台的譚延闓担任署理湖南都督兼民政長。1914年（民国3年）5月，他兼署理湖南巡按使，6月他获得“靖武将军”。1915年（民国4年）12月，他支持袁世凱称帝，袁世凱封之為一等侯。

### 護国战争後的失势
护国战争爆发，护国军与政府军在湘西一帶对峙，互有胜负。1916年3月15日，陸榮廷宣告广西独立。19日，汤芗铭兄长汤化龙发电劝袁世凯退位，同时他亦請求到天津办理母亲丧事，但袁世凯不准他离开湖南。22日袁世凯取消帝制，但陸已派兵入湖南，進击永州。4月27日，零陵镇守使望雲亭投向护国军，不久湘西镇守使田應詔亦宣布独立，湖南各县渐入护国军手中，汤芗铭在军事压力下，不得不于5月29日发表湖南独立宣言。約1週後的6月6日，袁世凯病死，省內「以湯督從前擁護袁氏未免過甚，且殘殺黨人不少，意欲推翻湯氏」，7月5日早上，汤芗铭乘船逃离长沙。
1917年（民国6年）1月，他改获“信威将軍”，投靠直系，任漢口商埠建築事宜督办。1918年9月1日其兄汤化龙在加拿大维多利亚被王昌刺杀身亡。1924年（民国13年）9月第二次直奉战争中，他任直系的会办軍事執法司，后来在直系被奉系击败后辞任。国民党北伐成功后，他被蔣介石通缉。

### 非国共路線的活動
1930年（民国19年）9月，閻錫山联合反蒋介石勢力在北平召开中央党部扩大会議，汤芗铭被閻錫山任命为湖北安撫使。1933年（民国22年），他参加中国国家社会党，并任常務理事。抗日战争爆发後，他一度加入親日的汪精衛政權華北政務委員会，後来赴重慶，支持蒋介石。
1946年（民国35年）4月，他任国民政府軍事参議院参議。8月，他任中国民主社会党（由国家社会党同民主憲政党合并而成）中央組織委員会常務委員兼組織部長。翌年7月，他当选民主社会党中央常務委員。
第二次国共内战後，他留在中国大陸。晩年他改名汤住心，从事佛学研究。1975年，他在北京逝世。享年91岁。

## 著作
著有回忆录《辛亥海军起义的前前后后》，译著《菩提戒二十颂》、《三十唯识绎论》、《大威德金刚一尊略轨》、《作明佛母成就法》、《迁转心要》、《光蕴迁转法》、《加持舌法》、《菩提正道菩萨戒论》等佛教译经。

## 逸事；竊取孫文行篋事件
1904年冬，孙中山携朱和中赴德国柏林，访问中国留德学生。在宾步程的带动下，王发科、王相楚等留学生加入了兴中会。在柏林逗留数日后，孙中山与朱和中赴法国巴黎，留法学生唐豸、胡瑛、汤芗铭、向国华等十多人应邀入兴中会。孙中山在巴黎住在利倭尼街的瓦克拉旅馆。一天，汤芗铭、向国华、王发科、王相楚四人结伴来找孙中山去附近的咖啡馆喝咖啡，王发科、王相楚二人中途离席，到瓦克拉旅馆盗走了孙中山的行箧中的党人名单及入盟书、法国殖民大臣致安南总督的信函。此为王发科、王相楚、汤芗铭、向国华四人合伙设计。得手后，四人到清国驻法国公使馆告密，公使孙宝琦训斥四人称：“你们加入革命党，是叛清朝；今来自首，又叛革命党。且陷害同学，人格何在！”孙宝琦收阅了四人盗取的文件后称，“今后你们要好好念书，安分守己，不要胡闹。”留法学生夏坚仲是孙宝琦的亲戚，得知消息后赶到使馆向孙宝琦疏通。孙宝琦乃将入盟者的宣誓书烧掉，将其余文件交给夏坚仲，夏坚仲通过邮局将文件寄还孙中山。但是，孙宝琦从法国殖民大臣致安南总督的信函中得知孙中山的安南起义计划后，即赴法国外交部交涉，导致孙中山的起义计划未能实现。

## 艺术形象
- 2007年中国大陆电视剧《恰同学少年》，汤芗铭由王劲松扮演。